# Saison 2016 de l'équipe cycliste BMC Racing
La saison 2016 de l'équipe cycliste BMC Racing est la dixième de cette équipe.

## Préparation de la saison 2016

### Arrivées et départs
| Arrivées     | Équipe 2015     |
| ------------ | --------------- |
| Tom Bohli    | BMC Development |
| Floris Gerts | BMC Development |
| Richie Porte | Sky             |

| Départs            | Équipe 2016                       |
| ------------------ | --------------------------------- |
| Cadel Evans        | retraite                          |
| Campbell Flakemore | retraite                          |
| Klaas Lodewyck     | directeur sportif BMC Development |
| Peter Stetina      | Trek-Segafredo                    |

## Coureurs et encadrement technique

### Effectif
| Cycliste             | Date de naissance | Nationalité | Équipe 2015     |  |
| -------------------- | ----------------- | ----------- | --------------- |  |
| Darwin Atapuma       | 15 janvier 1988   | Colombie    | BMC Racing      |  |
| Tom Bohli            | 17 janvier 1994   | Suisse      | BMC Development |  |
| Brent Bookwalter     | 16 février 1984   | États-Unis  | BMC Racing      |  |
| Marcus Burghardt     | 30 juin 1983      | Allemagne   | BMC Racing      |  |
| Damiano Caruso       | 12 octobre 1987   | Italie      | BMC Racing      |  |
| Alessandro De Marchi | 19 mai 1986       | Italie      | BMC Racing      |  |
| Rohan Dennis         | 28 mai 1990       | Australie   | BMC Racing      |  |
| Silvan Dillier       | 3 août 1990       | Suisse      | BMC Racing      |  |
| Jempy Drucker        | 3 septembre 1986  | Luxembourg  | BMC Racing      |  |
| Floris Gerts         | 3 mai 1992        | Pays-Bas    | BMC Development |  |
| Philippe Gilbert     | 5 juillet 1982    | Belgique    | BMC Racing      |  |
| Ben Hermans          | 8 juin 1986       | Belgique    | BMC Racing      |  |
| Stefan Küng          | 16 novembre 1993  | Suisse      | BMC Racing      |  |
| Amaël Moinard        | 2 février 1982    | France      | BMC Racing      |  |
| Daniel Oss           | 13 janvier 1987   | Italie      | BMC Racing      |  |
| Taylor Phinney       | 27 juin 1990      | États-Unis  | BMC Racing      |  |
| Richie Porte         | 30 janvier 1985   | Australie   | Sky             |  |
| Manuel Quinziato     | 30 octobre 1979   | Italie      | BMC Racing      |  |
| Joey Rosskopf        | 5 septembre 1989  | États-Unis  | BMC Racing      |  |
| Samuel Sánchez       | 5 février 1978    | Espagne     | BMC Racing      |  |
| Michael Schär        | 29 septembre 1986 | Suisse      | BMC Racing      |  |
| Manuel Senni         | 11 mars 1992      | Italie      | BMC Racing      |  |
| Dylan Teuns          | 1er mars 1992     | Belgique    | BMC Racing      |  |
| Greg Van Avermaet    | 17 mai 1985       | Belgique    | BMC Racing      |  |
| Tejay van Garderen   | 12 août 1988      | États-Unis  | BMC Racing      |  |
| Peter Velits         | 21 février 1985   | Slovaquie   | BMC Racing      |  |
| Loïc Vliegen         | 20 décembre 1993  | Belgique    | BMC Racing      |  |
| Danilo Wyss          | 26 août 1985      | Suisse      | BMC Racing      |  |
| Rick Zabel           | 8 décembre 1993   | Allemagne   | BMC Racing      |  |
| Stagiaire            | Date de naissance | Nationalité | Équipe 2016     |  |
| Taylor Eisenhart     | 14 juin 1994      | États-Unis  | BMC Development |  |
| Fabian Lienhard      | 3 septembre 1993  | Suisse      | BMC Development |  |

Portraits
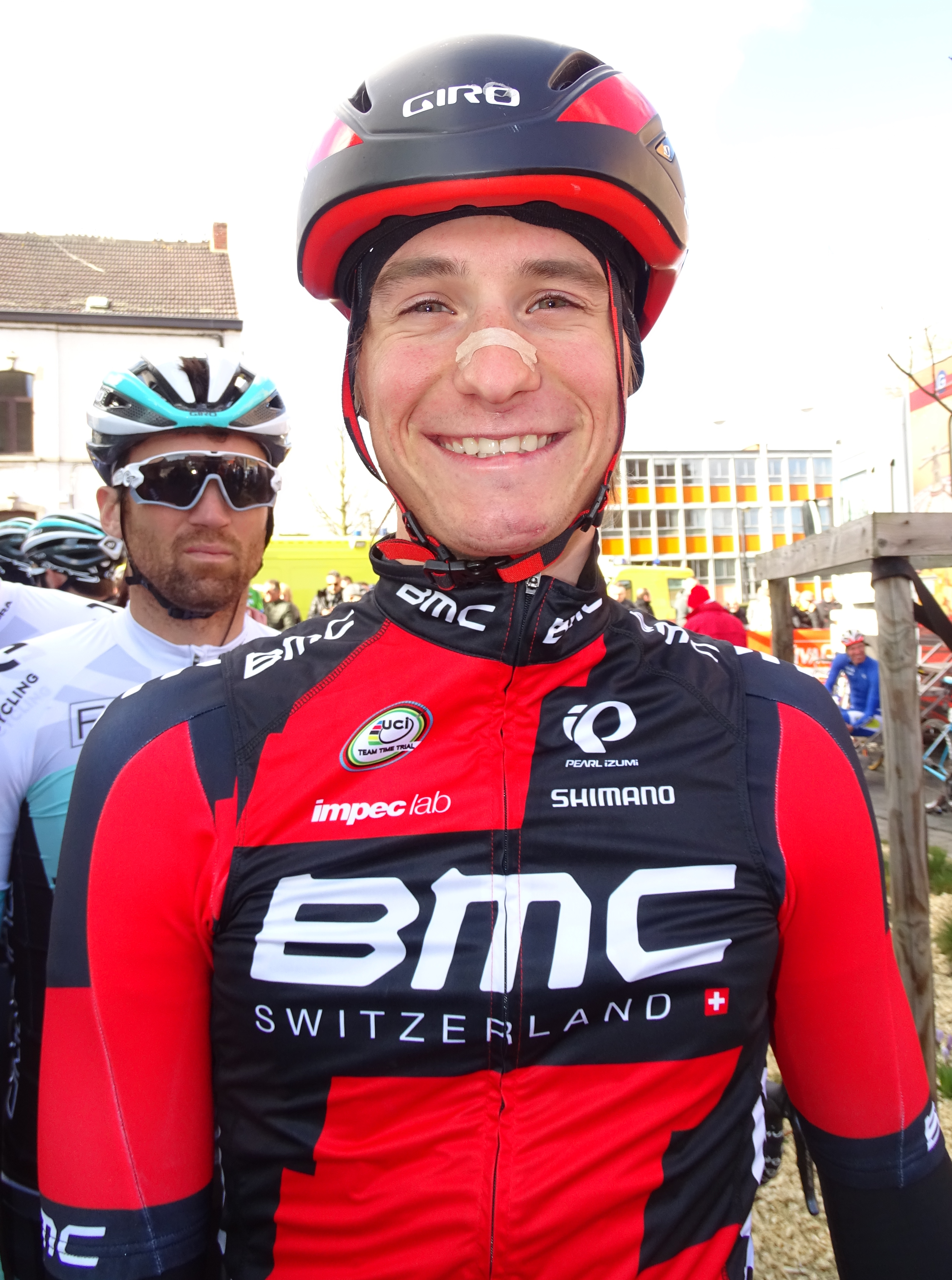
Tom Bohli.
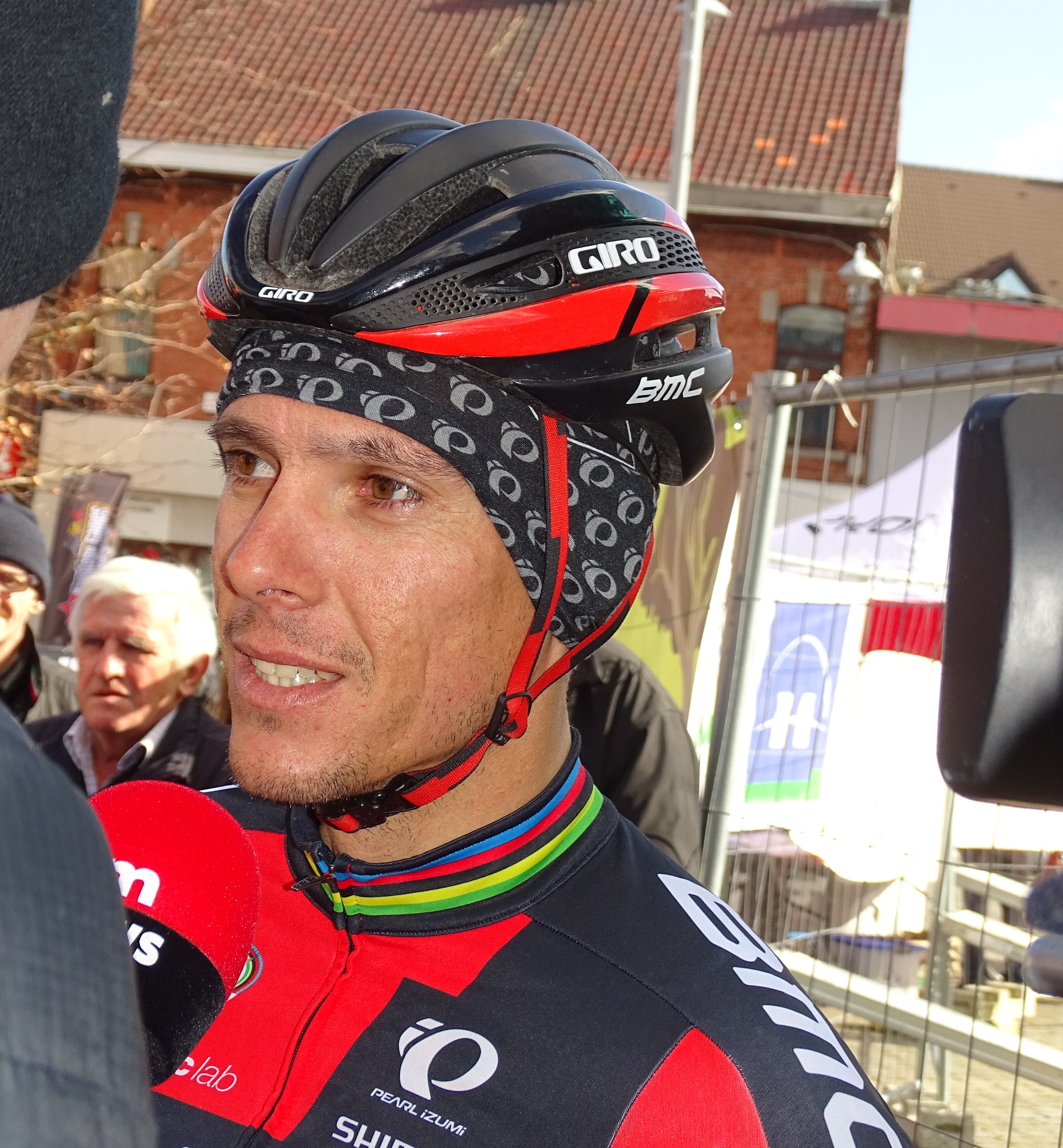
Philippe Gilbert.
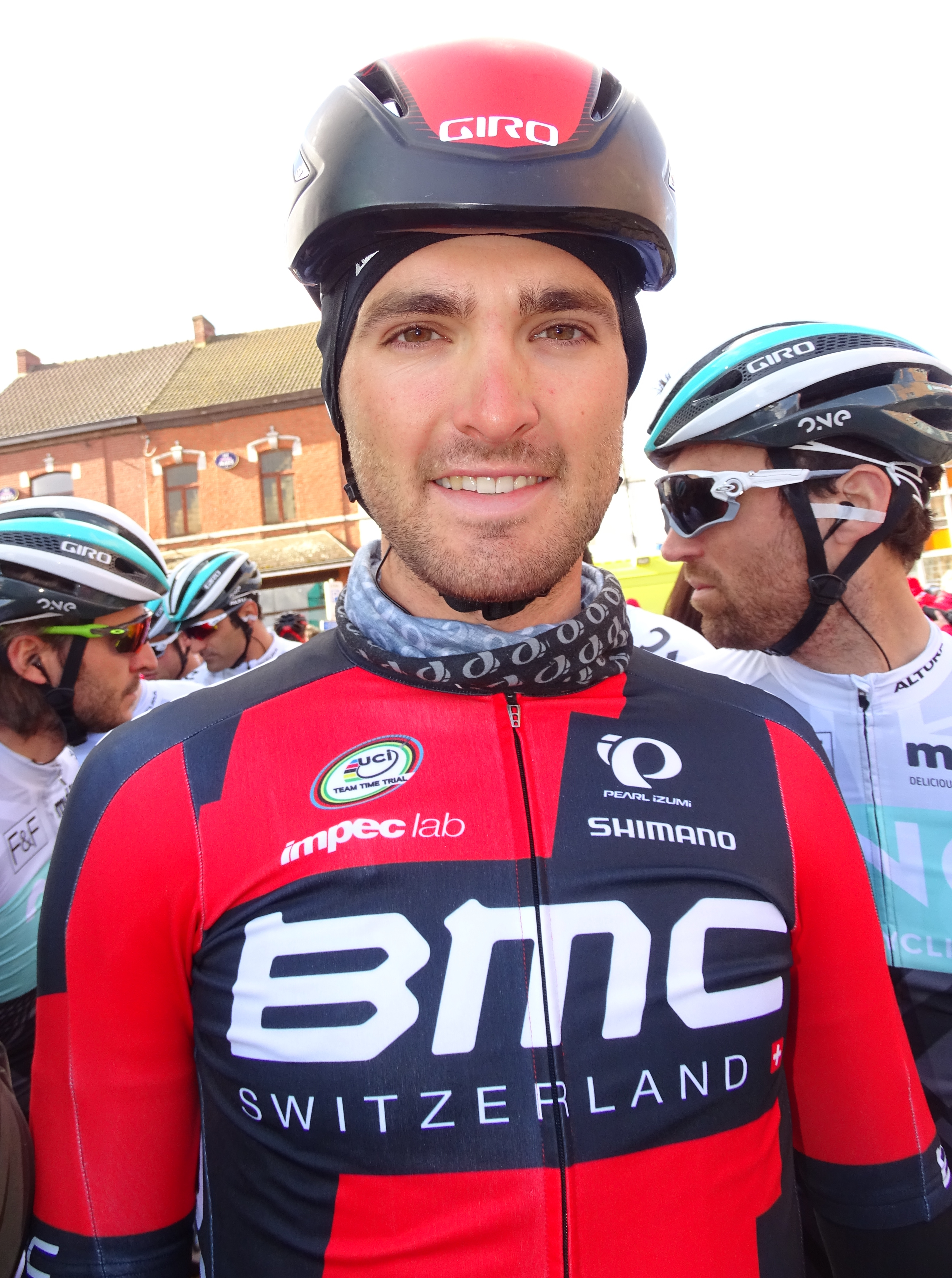
Joey Rosskopf.
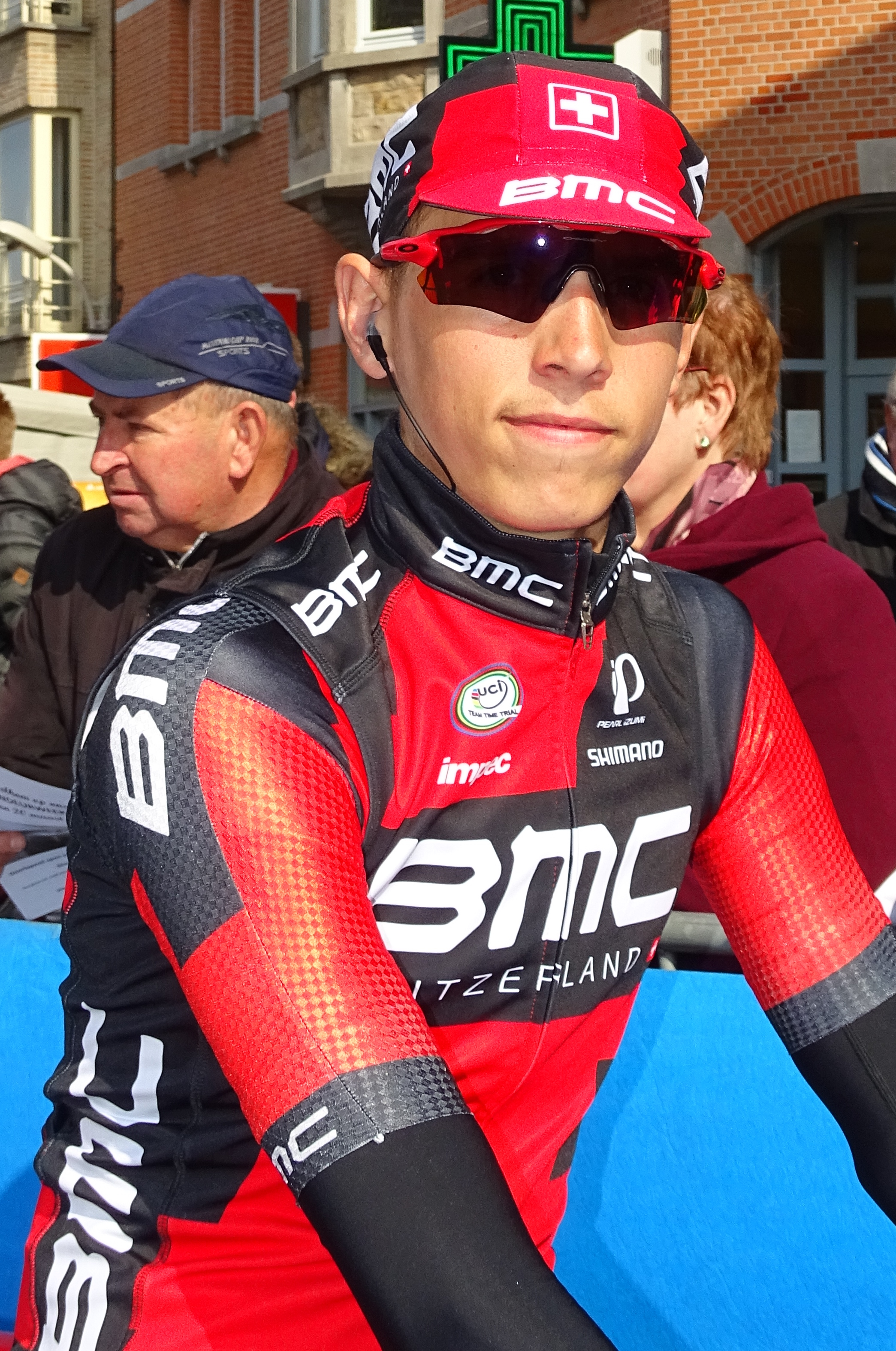
Dylan Teuns.
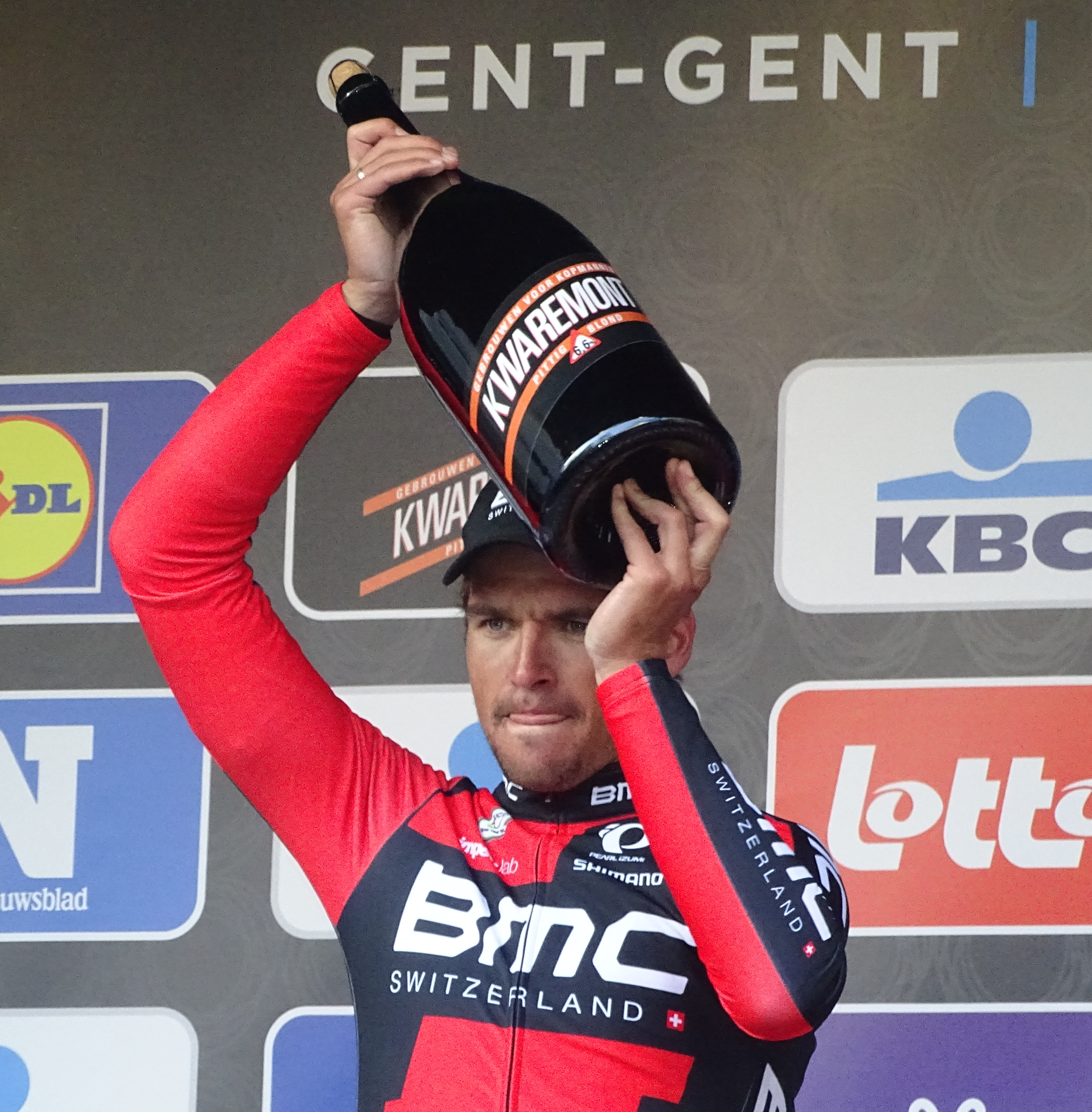
Greg Van Avermaet.

## Bilan de la saison

### Victoires
| Date       | Course                                          | Pays        | Classe | Vainqueur          |
| ---------- | ----------------------------------------------- | ----------- | ------ | ------------------ |
| 07/01/2016 | Championnat d'Australie du contre-la-montre     | Australie   | CN     | Rohan Dennis       |
| 23/01/2016 | 5e étape du Tour Down Under                     | Australie   | WT     | Richie Porte       |
| 13/02/2016 | Tour de Murcie                                  | Espagne     | 1.1    | Philippe Gilbert   |
| 20/02/2016 | 4e étape du Tour d'Andalousie                   | Espagne     | 2.1    | Tejay van Garderen |
| 27/02/2016 | Circuit Het Nieuwsblad                          | Belgique    | 1.HC   | Greg Van Avermaet  |
| 04/03/2016 | Prologue des Trois jours de Flandre-Occidentale | Belgique    | 2.1    | Tom Bohli          |
| 09/03/2016 | 1re étape de Tirreno-Adriatico                  | Italie      | WT     | BMC Racing         |
| 14/03/2016 | 6e étape de Tirreno-Adriatico                   | Italie      | WT     | Greg Van Avermaet  |
| 15/03/2016 | Classement général de Tirreno-Adriatico         | Italie      | WT     | Greg Van Avermaet  |
| 02/04/2016 | Volta Limburg Classic                           | Belgique    | 1.1    | Floris Gerts       |
| 07/04/2016 | 4e étape du Tour du Pays basque                 | Espagne     | WT     | Samuel Sánchez     |
| 20/05/2016 | 6e étape du Tour de Californie                  | États-Unis  | 2.HC   | Rohan Dennis       |
| 27/05/2016 | Championnat des États-Unis du contre-la-montre  | États-Unis  | CN     | Taylor Phinney     |
| 01/06/2016 | Prologue du Tour de Luxembourg                  | Luxembourg  | 2.HC   | Jempy Drucker      |
| 03/06/2016 | 2e étape du Tour de Luxembourg                  | Luxembourg  | 2.HC   | Philippe Gilbert   |
| 05/06/2016 | 4e étape du Tour de Luxembourg                  | Luxembourg  | 2.HC   | Philippe Gilbert   |
| 15/06/2016 | 4e étape du Tour de Suisse                      | Suisse      | WT     | Darwin Atapuma     |
| 17/06/2016 | 6e étape du Tour de Suisse                      | Suisse      | WT     | Tejay van Garderen |
| 22/06/2016 | Championnat d'Italie du contre-la-montre        | Italie      | CN     | Manuel Quinziato   |
| 26/06/2016 | Championnat de Belgique sur route               | Belgique    | CN     | Philippe Gilbert   |
| 06/07/2016 | 5e étape du Tour de France                      | France      | WT     | Greg Van Avermaet  |
| 16/08/2016 | 1re étape du Tour du Limousin                   | France      | 2.1    | Joey Rosskopf      |
| 19/08/2016 | Classement général du Tour du Limousin          | France      | 2.1    | Joey Rosskopf      |
| 05/09/2016 | 16e étape du Tour d'Espagne                     | Espagne     | WT     | Jempy Drucker      |
| 10/09/2016 | 7eb étape du Tour de Grande-Bretagne            | Royaume-Uni | 2.HC   | Rohan Dennis       |
| 11/09/2016 | Grand Prix cycliste de Montréal                 | Canada      | WT     | Greg Van Avermaet  |
| 20/09/2015 | 2e étape de l'Eneco Tour                        | Pays-Bas    | WT     | Rohan Dennis       |
| 23/09/2015 | 5e étape de l'Eneco Tour                        | Pays-Bas    | WT     | BMC Racing         |

### Résultats sur les courses majeures
Les tableaux suivants représentent les résultats de l'équipe dans les principales courses du calendrier international (les cinq classiques majeures et les trois grands tours). Pour chaque épreuve est indiqué le meilleur coureur de l'équipe, son classement ainsi que les accessits glanés par BMC Racing sur les courses de trois semaines.

#### Classiques
| Classique            | Milan-San Remo         | Tour des Flandres | Paris-Roubaix          | Liège-Bastogne-Liège | Tour de Lombardie         |
| -------------------- | ---------------------- | ----------------- | ---------------------- | -------------------- | ------------------------- |
| Coureur (classement) | Greg Van Avermaet (5e) | Daniel Oss (16e)  | Marcus Burghardt (19e) | Samuel Sanchez (4e)  | Alessandro De Marchi (9e) |

#### Grands tours
| Grand tour           | Tour d'Italie       | Tour de France                         | Tour d'Espagne                                             |
| -------------------- | ------------------- | -------------------------------------- | ---------------------------------------------------------- |
| Coureur (classement) | Darwin Atapuma (9e) | Richie Porte (5e)                      | Ben Hermans (14e)                                          |
| Accessits            | -                   | 1 victoire d'étape (Greg Van Avermaet) | 1 victoire d'étape (Jempy Drucker), classement par équipes |